# Simone Missiroli
Simone Missiroli (Reggio Calabria, 23 de maio de 1986) é um futebolista italiano que atua como Meia,Volante.Atualmente, joga pelo clube italiano SPAL.

## Carreira
Foi revelado pala Reggina. 